# Хуль, Бенте
Бе́нте Хуль (норв. Bente Hoel) — норвежская кёрлингистка.
В составе женской сборной Норвегии участник чемпионата мира 1981 (бронзовые призёры) и трёх чемпионатов Европы (лучший результат — пятое место в 1975).
Играла на позициях третьего и четвёртого.

## Достижения
- Чемпионат мира по кёрлингу среди женщин: бронза (1981).

## Команды
| Сезон   | Четвёртый         | Третий            | Второй                    | Первый              | Турниры           |
| ------- | ----------------- | ----------------- | ------------------------- | ------------------- | ----------------- |
| 1975—76 | Herborg Pettersen | Бенте Хуль        | Åse Wilhelmsen            | Anne Sofie Bjaanaes | ЧЕ 1975 (5 место) |
| 1977—78 | Бенте Хуль        | Herborg Pettersen | Åse Wilhelmsen            | Anne Sofie Bjaanaes | ЧЕ 1977 (6 место) |
| 1978—79 | Бенте Хуль        | Herborg Pettersen | Maria Löfroth-Christensen | Åse Wilhelmsen      | ЧЕ 1978 (7 место) |
| 1980—81 | Анне Йотун Бакке  | Бенте Хуль        | Элизабет Скоген           | Хильде Йотун        | ЧМ 1981           |

(скипы выделены полужирным шрифтом)